# Ipswich City
Koordinaten: 27° 36′ S, 152° 45′ O

Die City of Ipswich ist ein lokales Verwaltungsgebiet (LGA) im australischen Bundesstaat Queensland. Das Gebiet ist 1085 km² groß und hat 229.208 Einwohner (Stand: 2021). 2016 betrug die Einwohnerzahl etwa 194.000 Einwohner.

## Geografie
Ipswich liegt im Südosten des Staats und grenzt im Osten an die Hauptstadt Brisbane.
Der Verwaltungssitz der LGA befindet sich im Stadtteil Ipswich, in dem etwa 2500 Einwohner leben. Weitere Stadtteile umfassen Amberley, Ashwell, Augustine Heights, Barellan Point, Basin Pocket, Bellbird Park, Blacksoil, Blackstone, Booval, Brassall, Brookwater, Bundamba, Calvert, Camira, Carole Park, Churchill, Chuwar, Coalfalls, Collingwood Park, Deebing Heights, Dinmore, East Ipswich, Eastern Heights, Ebbw Vale, Ebenezer, Flinders View, Gailes, Goodna, Goolman, Grandchester, Haigslea, Ironbark, Jeebropilly, Karalee, Karrabin, Lanefield, Leichhardt, Lower Mount Walker, Marburg, Moores Pocket, Mount Forbes, Mount Marrow, Mount Mort, Mount Walker West, Muirlea, Mutdapilly, New Chum, Newtown, North Booval, North Ipswich, North Tivoli, One Mile, Pine Mountain, Purga, Raceview, Redbank, Redbank Plains, Ripley, Riverview, Rosewood, Sadliers Crossing, Silkstone, South Ripley, Spring Mountain, Springfield, Springfield Lakes, Swanbank, Tallegalla, Thagoona, The Bluff, Tivoli, Walloon, West Ipswich, White Rock, Willowbank, Woodend, Woolshed, Wulkuraka und Yamanto.

## Geschichte
Ipswich begann in den 20er Jahren des 19. Jahrhunderts als Kalksteinbruch und Arbeitslager für die Strafgefangenen der Moreton Bay. Nach der Schließung blieb der frühere Aufseher George Thorn in der Gegend und legte ab 1842 die Grundlage für die Siedlung Ipswich, die nach dem englischen Ipswich benannt ist. Durch den regen Austausch mit der Hafenstadt Brisbane und als Verbindung zum Hinterland florierte der Ort und wurde 1860 zur eigenständigen Gemeinde (municipality) und 1904 zur City. 2001 wurde das Moreton Shire an die Stadt angegliedert, 2008 verlor die LGA zwei Orte (Harrisville und Peak Crossing) an die Scenic Rim Region.

## Verwaltung
Der Ipswich City Council hat elf Mitglieder. Zehn Councillor werden von den Bewohnern der zehn Divisions (Wahlbezirke) gewählt. Der Ratsvorsitzende und Mayor (Bürgermeister) wird zusätzlich von allen Bewohnern der City gewählt.